# Festival Llatinoamericà de Cinema de Quito
El Festival Llatinoamericà de Cinema de Quito (FLACQ) és un esdeveniment anual cinematogràfic a Quito, l'Equador. La seva primera edició es va realitzar l'any 2013.
Té com a missió promoure el desenvolupament del cinema llatinoamericà. El festival compta amb al voltant de 14.000 espectadors cada any, segons la Casa de la Cultura Ecuatoriana. Les mostres es realitzen en diversos seus com el Teatro Nacional Casa de la Cultura Ecuatoriana, Sala de Cine Alfredo Pareja, Teatre Universitari de la Universitat Central de Ecuador, Cumandá Parque Urbano, Teatro Capitol, Flacso Cine y Ocho y Medio.

## Premis
Hi ha una competència llargmetratge llatinoamericà i una en la categoria curtmetratge nacional amb premis econòmics.

### Guanyadors
| Any  | Millor pel·lícula llatinoamericana                                 | Millor pel·lícula equatoriana                                          |
| ---- | ------------------------------------------------------------------ | ---------------------------------------------------------------------- |
| 2013 | Vot del públic: Elefante blanco                                    | Mejor no hablar de ciertas cosas                                       |
| 2015 | Premi del jurat: El evangelio de la carne Vot del públic: Conducta | Silencio en la tierra de los sueños                                    |
| 2016 | Premi del jurat: Boi Neon Vot del públic: Un secreto en la caja    | Un secreto en la caja                                                  |
| 2017 | Premi del jurat: Arábia Vot del públic: Translúcido                | llargmetratge: Alba i Quitojotes Negros curtmetratge: Día de la ceniza |
| 2018 | Premi del jurat: La casa lobo Vot de públic: Agujero negro         | curtmetratge: Afterwork                                                |
| 2019 | Premi del públic: La mala noche                                    | curtmetratge: Skin                                                     |